# Picard macht Urlaub
Picard macht Urlaub (Originaltitel: Captain’s Holiday) ist die 19. Folge der dritten Staffel der US-amerikanischen Science-Fiction-Fernsehserie Raumschiff Enterprise – Das nächste Jahrhundert. Sie wurde in den Vereinigten Staaten über Syndication vermarktet und erstmals am 2. April 1990 auf verschiedenen Fernsehsendern ausgestrahlt. In Deutschland war sie zum ersten Mal am 27. November 1992 in einer synchronisierten Fassung im ZDF zu sehen.

## Handlung
Im Jahr 2366 bei Sternzeit 43745.2 hat die Enterprise eine anstrengende diplomatische Mission abgeschlossen. Captain Picard ist davon sehr erschöpft und verhält sich seiner Mannschaft gegenüber recht mürrisch. Die Führungsoffiziere beschließen daher, ihn so lange zu nerven, bis er sich entschließt, einen ausgedehnten Urlaub anzutreten. Picard lässt sich schließlich überreden und sucht sich als Reiseziel den Planeten Risa aus. Der erste Offizier Riker bittet Picard darum, ihm von dort ein Souvenir, einen sogenannten „Horga’hn“, mitzubringen.
Auf Risa angekommen, trifft Picard sogleich eine Frau, die ihn unerwartet küsst, während sie zugleich einen Ferengi misstrauisch im Auge behält. Sie behauptet, dass sie Picard wohl mit jemandem verwechselt haben müsse, und lässt ihn verdutzt stehen. Später versucht Picard, einfach nur zu entspannen und ein Buch zu lesen, wird dabei aber mehrfach gestört. Zunächst fragen ihn mehrere Frauen, ob sie etwas für ihn tun könnten, bis er schließlich erfährt, dass der Horga’hn, den er für Riker besorgt hat, ein Symbol für Sexualität ist und den Wunsch nach intimer Gesellschaft ausdrückt. Picard versteckt ihn umgehend unter einem Handtuch, wird aber kurz drauf von einem Ferengi namens Sovak angesprochen, der ihn beschuldigt, mit einer Frau zusammenzuarbeiten, die ihm eine wichtige Diskette gestohlen hat. Picard macht Sovak unmissverständlich klar, dass er keine Ahnung hat, wovon er redet, und dass er in Ruhe gelassen werden will. Nach Sovaks Weggang kommt die Frau, die Picard nach seiner Ankunft getroffen hat, auf ihn zu. Sie stellt sich als Vash vor und will sich entschuldigen. Nach einem kurzen Gespräch wird Picard klar, dass sie die Frau ist, von der der Ferengi gesprochen hat. Picard wird es jetzt allmählich zu bunt und er will sich in sein Hotelzimmer zurückziehen. Plötzlich taucht Sovak wieder auf und Vash steckt Picard unbemerkt eine Diskette zu.
Auch in seinem Zimmer findet Picard keine Ruhe, denn dort trifft er auf zwei Vorgonen. Sie behaupten, Zeitreisende aus dem 27. Jahrhundert zu sein. Sie suchen nach einem gefährlichen Gerät namens „Tox Uthat“, das in der Lage ist, die Kernfusion in einem Stern zum Erliegen zu bringen. Es wurde in ihrer Zeit entwickelt, aber von seinem Erfinder zurück ins 22. Jahrhundert gebracht. Laut historischen Aufzeichnungen soll es von Picard auf Risa wiedergefunden worden sein. Picard erklärt, er habe den Tox Uthat nicht, doch die Vorgonen sind zuversichtlich, dass er ihn in den nächsten Tagen finden wird. Picard erklärt sich einverstanden, ihn den Vorgonen zu überlassen, falls er ihn finden sollte. Plötzlich bemerkt er die Diskette in seiner Hemdtasche.
Er sucht Vashs Zimmer auf, denn ihm ist klar, dass die Diskette nur von ihr stammen kann. Er vermutet, dass sie irgendetwas mit dem Tox Uthat zu tun hat, und darauf angesprochen gesteht Vash, dass sie die letzten fünf Jahre die Assistentin von Professor Samuel Estragon war, der bis zu seinem Tod nach diesem Objekt gesucht hat. Sie will seine Arbeit fortsetzen, doch Sovak, der gelegentlich mit Estragon zu tun hatte, ist ihr stets auf den Fersen. Die Diskette enthält Estragons Aufzeichnungen und nur Vash weiß, wie man sie entschlüsselt. Sie erklärt sich schließlich bereit, mit Picard zusammenzuarbeiten. Die beiden machen sich auf dem Weg zu einer Höhle, in der Estragon das Versteck des Tox Uthat vermutet hat. Doch sie werden von Sovak gestellt, der sie mit einer Waffe bedroht. Er behauptet, er habe Vash dafür bezahlt, Estragon die Diskette zu stehlen. Vash habe die Diskette aber nie abgeliefert und sich stattdessen nach Risa abgesetzt. Vash weist diese Behauptung als Lüge zurück. Es gelingt ihr und Picard, Sovak zu überwältigen und zu fliehen.
Auf ihrem Weg zur Höhle müssen sie zunächst ein Nachtlager aufschlagen. Dort kommen sie sich näher und schlafen miteinander. Als sie die Höhle schließlich erreichen, werden ihre Sensoren durch Ablagerungen im Gestein gestört. Es bleibt ihnen daher nichts anderes übrig, als den ganzen Höhlenboden umzugraben. Plötzlich tauchen die beiden Vorgonen auf und erklären, dass sie den Moment der Entdeckung des Tox Uthat miterleben wollen. Nach einer Weile betritt auch Sovak die Höhle. Er hatte in Vashs Zimmer eine nur halb verbrannte Kopie der Diskette gefunden und konnte damit die Höhle ausfindig machen. Er zwingt Picard und Vash weiter zu graben, doch nach einer Weile wirft Picard seine Schaufel weg, denn er glaubt nicht, dass sich der Tox Uthat hier befindet. Estragon scheint sich geirrt zu haben. Sovak will das nicht akzeptieren. Er gräbt selbst weiter, während Picard und Vash den Rückweg antreten.
Zurück im Hotel wird Picard von Riker kontaktiert. Er erklärt, die Enterprise sei wieder im Orbit eingetroffen und Picard könne jederzeit zurückkehren. Picard befiehlt Riker, er solle sich für einen „Code 14“ bereithalten. Danach sucht er noch einmal Vash auf, die sich bereits zur Abreise fertig macht. Er ist sich sicher, dass Vash den Tox Uthat längst gefunden hat. Sie hatte gar nicht vor, den Standort der Höhle vor Sovak geheim zu halten, sondern wollte ihn vielmehr davon überzeugen, dass es sich um eine falsche Fährte handle, damit er endlich aufhört, sie zu verfolgen. Vash muss sich geschlagen geben und enthüllt, dass sie den Tox Uthat in einem Horga’hn versteckt hat. In diesem Augenblick tauchen die beiden Vorgonen wieder auf und verlangen die Herausgabe des Geräts. Vash protestiert und behauptet, in Estragons Aufzeichnungen sei von zwei Vorgonen die Rede, die den Tox Uthat stehlen wollten. Picard entscheidet sich, kein Risiko einzugehen und den Code 14 auszulösen. Er legt den Tox Uthat zusammen mit seinem Kommunikator auf den Boden, woraufhin die Enterprise einen Energiestrahl darauf richtet und das Gerät zerstört. Die beiden Vorgonen erklären daraufhin, dass die Zerstörung des Tox Uthat durch Picard genauso in ihren historischen Aufzeichnungen stünde. Anschließend verschwinden sie.
Picard und Vash verabschieden sich. Der Captain kehrt auf die Enterprise und nimmt sichtlich gut gelaunt seinen Dienst wieder auf. Riker macht er allerdings klar, dass sie über den Horga’hn noch einmal reden müssten.

## Verbindungen zu anderen Star-Trek-Produktionen
Einige Elemente aus dieser Folge wurden in späteren Star-Trek-Produktionen wieder aufgegriffen:
- Der Planet Risa und seine Bewohner, die Risaner, sind hier erstmals zu sehen. Der Planet kommt noch in einer weiteren Folge von Raumschiff Enterprise – Das nächste Jahrhundert sowie in einer Folge von Star Trek: Deep Space Nine, zwei Folgen von Star Trek: Enterprise und einer Folge von Star Trek: Discovery vor und wird in zahlreichen weiteren Folgen mehrerer Serien erwähnt. Auch die Risaner haben später noch mehrere Auftritte. In der vierten Staffel von Star Trek: Discovery aus den Jahren 2021–2022 hat ein Risaner namens Ruon Tarka (gespielt von Shawn Doyle) eine größere Nebenrolle.
- Auch der risanische Horga’hn kommt in zahlreichen späteren Folgen verschiedener Serien wieder vor.
- Vash hat noch zwei weitere Auftritte in Folge 4.20 (Gefangen in der Vergangenheit) von Raumschiff Enterprise – Das nächste Jahrhundert aus dem Jahr 1991 und in Folge Folge 1.07 (“Q” – Unerwünscht) von Star Trek: Deep Space Nine aus dem Jahr 1993.

## Produktion

### Drehbuch
Picard macht Urlaub war die erste und einzige Folge von Raumschiff Enterprise – Das nächste Jahrhundert, die von Ira Steven Behr als alleinigem Drehbuchautor geschrieben wurde. Zuvor war er bereits an der Bearbeitung des Drehbuchs von Folge 3.15 (Die alte Enterprise) beteiligt. Später bearbeitete er noch das Drehbuch für Folge 4.20 (Gefangen in der Vergangenheit). In der Serie Star Trek: Deep Space Nine arbeitete Behr als Produzent und war als Autor an 53 Drehbüchern beteiligt.
Die Geschichte erfuhr im Laufe ihrer Entstehung zahlreiche Änderungen. Der Planet Risa sollte ursprünglich nur in einer Rahmenhandlung zu sehen sein. Picard sollte hier einen Einblick in eine Zukunft erhalten, in der er als Admiral einem langweiligen Schreibtischjob nachgeht, während Riker inzwischen Captain der Enterprise ist. Diese Idee wurde aber abgelehnt, da sie Star-Trek-Schöpfer Gene Roddenberry missfiel. Elemente davon flossen später allerdings ins Drehbuch von Folge 4.08 (Gedächtnisverlust) ein. Das einzige SF-Element waren die Zeitreisenden, die bis zum Schluss mysteriös blieben und deren tatsächliche Gründe für die Zeitreise nicht geklärt wurde. Dies lag daran, dass diese Szenen erst später in das Drehbuch eingefügt wurden, da die Episode zu wenig SF-Elemente enthielt.
Die ursprüngliche Geschichte ging in eine ähnliche Richtung wie Der Malteser Falke. Mehrere Personen sollten auf der Suche nach einem alten, wertvollen Objekt sein. Ronald D. Moore hatte schließlich die Idee, dass das Objekt eigentlich aus der Zukunft stammt.
Der Name Samuel Estragon ist eine Anspielung auf den irischen Schriftsteller und Dramatiker Samuel Beckett und dessen bekanntestes Theaterstück Warten auf Godot, in dem eine der Hauptfiguren Estragon heißt.

### Regie
Picard macht Urlaub war die erste Star-Trek-Episode, die von Chip Chalmers inszeniert wurde. Chalmers arbeitete in der dritten und frühen vierten Staffel von Raumschiff Enterprise – Das nächste Jahrhundert als Regieassistent (First assistant director). Als Regisseur inszenierte er noch drei weitere Folgen von Raumschiff Enterprise – Das nächste Jahrhundert und zwei Folgen von Star Trek: Deep Space Nine.

### Darsteller
Die Hauptfiguren Geordi La Forge (LeVar Burton) und Wesley Crusher (Wil Wheaton) haben in dieser Folge keinen Auftritt. Die Hauptfigur Data (Brent Spiner) tritt zwar auf, hat aber keinen Text.
Jennifer Hetrick spielte Vash erneut in Folge 4.20 (Gefangen in der Vergangenheit) von Raumschiff Enterprise – Das nächste Jahrhundert und in Folge Folge 1.07 (“Q” – Unerwünscht) von Star Trek: Deep Space Nine.
Max Grodénchik hat hier als Sovak seinen ersten Auftritt im Star-Trek-Franchise. Er spielte auch den Ferengi Par Lenor in Folge 5.21 (Eine hoffnungslose Romanze) von Raumschiff Enterprise – Das nächste Jahrhundert. 1993–1999 spielte er in der Serie Star Trek: Deep Space Nine die wiederkehrende Nebenfigur des Ferengi Rom. In Folge 4.25 (Quarks Schicksal) spielte er hier auch den Großen Nagus Gint. Im Spielfilm Star Trek: Der Aufstand sollte er ursprünglich einen Trill spielen, doch die mit ihm gedrehten Szenen wurden im fertigen Film nicht verwendet.
Deirdre Imershein, Darstellerin von Joval, spielte auch Lieutenant Watley in Folge 5.06 (Immer die Last mit den Tribbles) von Star Trek: Deep Space Nine.

## Rezeption
Keith DeCandido bewertete Picard macht Urlaub 2012 auf tor.com als eine eher schlechte Folge von Raumschiff Enterprise – Das nächste Jahrhundert, die lustiger sein möchte, als sie tatsächlich ist. Er lobte die Schauspielleistung von Patrick Stewart, fand jedoch die Geschichte absurd.
Alexandra August führte die Romanze zwischen Picard und Vash 2017 auf cbr.com in einer Liste der 15 besten Star-Trek-Liebesbeziehungen auf Platz 12.
Die Boulevardpresse spekulierte nach der Ausstrahlung der Episode über eine Affäre von Patrick Stewart und Jennifer Hetrick, was Stewart später auch in seiner Biografie Make it so bestätigte. Dieser kurzen Beziehung mit Hetrick ging die Scheidung von seiner ersten Ehefrau Sheila voraus.